# Epidendrum mesocarpum
Epidendrum mesocarpum är en orkidéart som beskrevs av Eric Hágsater. Epidendrum mesocarpum ingår i släktet Epidendrum och familjen orkidéer. Inga underarter finns listade i Catalogue of Life.